# 이휴복
이휴복(李休復, 1568 ~ 1633)은 조선 중기에 문신 겸 무신이고 공신이다. 본관은 인천이고, 자(字)는 사장(士長), 호는 양졸정(養拙亭), 시호는 무열(武烈), 봉호는 인원부원군(仁原府院君)이며 무관으로서 군수 · 목사 · 관찰사 등을 지내고 문관으로서 공조 · 병조 · 승정원 · 의정부 등 에서 벼슬하였다.

## 생애 초기

### 출생과 유년기
이휴복은 1568년 3월 19일에 아버지 이인(李寅)과 증 정부인 경주 박씨 사이에 차남으로 태어났다. 자(字)는 사장(士長)으로, 그가 성장하면서 무예, 시짓기와 철학에 관심을 가지게 된다. 그는 조선 초기에 대제학, 대사헌과 판서를 역임한 공도공(恭度公) 이문화(李文和)의 8대손이고 건원릉(健元陵) · 덕릉(德陵)의 참봉(參奉)과 학자인 모암(茅庵) 박희삼(朴希參)의 외손자이다. 고조와 현조는 과거 급제자들인것 을 보아 그의 친가족은 양민/양반 계급 정도로 볼 수 있다. 당연 고려 전기에 인천 이씨의 세력과는 비교 생각도 할 수 없지만 이휴복은 쇠퇴하고 있는 그의 가문을 살짝 일으킨다.
8살에는 외삼촌 황암(篁嵒) 박제인(朴齊仁, 1536 ~ 1618)으로 부터 소학(小學)을 배우고 그후에는 유학자인 황곡(篁谷) 이칭(李稱, 1535 ~ 1600)의 문하에서 공부하였다.

### 임진왜란때 활동
그는 1592년에 조선이 침략 되었을 때 25살이었다. 임진왜란의 첮년에는 일본군이 부산진성을 함락한 후 3군으로 나누어져 제3군은 구로다 나가마사가 지휘하여 1594년에 강화 회담을 시작할 때까지 제3군은 경상도 해안선 근처 지역에 공략을 집중하였다. 6월에는 함안군수(咸安郡守) 류숭인(柳崇仁)이 전쟁터에 나가있을때 함안 지역을 일본군이 약탈하여 백성들이 흩어지고 성은 비어졌다. 이 혼란 가운데 이휴복의 부모님과 형 이형복(李亨復) 부부가 모두 죽고 가족에는 그만 살아남았다.
가족이 죽임당하고, 그를 가르쳤던 황암선생과 진주로 피난하였다. 2년 후에는 상(祥)을 마치고 나라의 굴욕을 갚을거라고 맹세하여 학습을 포기하고 의병을 일으켜서 경상우도 지역에서 게릴라전을 벌였다. 1597년에 정유재란이 시작하자 의병을 거느리고 의병장과 경상좌도 방어사(防禦使)였던 곽재우(郭再祐)의 휘하에 의병을 합하고 8월에는 화왕산성 전투에서 전공을 세웠다. 이것의 의하여 선무원종공신 1등에 책훈되었다.

## 출세 - 무관의 길을 걷다

### 현감 시절
임진왜란과 정유재란이 끝난후, 이휴복은 계속 무예를 닦아서 1606년에는 무과 시험에서 을과 5위로 합격하였다. 이것에 의하여 정8품 승의부위(承義副尉)의 품계를 제수받았다. 1607년에는 적순부위(迪順副尉) 행 청하(淸河) 현감(縣監)으로 승진하여 출세하게 된다. 현감으로서 왜구를 몇번 맞서 싸웠지만 1609년 여름에는 특별한 사건이 발생하였다. 새벽에 왜구가 침입하였다는 보고를 받고 이휴복은 작전을 만들었다. 그는 졸병을 숨기고 왜구들이 마을을 약탈하고 해변으로 돌아왔을때 모두 둘러싸웠다. 아침에는 이휴복은 백성들에게 어떻게 처벌해야 되는지 물어봤다: 몇명은 '모두 다 목을 배어야 된다' 하고 몇명은 '이번 놓아주면 잘못으로 부터 배울 수 있다' 라고 하여 이휴복은 백성들을 죽인 자는 죽이고 약탈한 자에게는 훔친 물품을 돌려주게 하고 돌아갈 수 있게 놓아주었다. 그래도 몇 백성들은 불평하였지만 주로 그를 존경하게 되었다. 
청하현감으로 2년동안 근무하고 종6품인 병절교위(秉節校尉) 품계를 하사하고 현감으로 별다른 일 없이 벼슬하였다. 

### 뜻밖의 승진
1610년 4월에는 정5품인 충의교위(忠毅校尉)품계를 하사받고 청도(淸道) 군수(郡守)로 임명되어 부인 진주 강씨, 다섯 아들과 두 딸을 대리고 임무하러 갔다. 군수로 임무하던 동안 1611년 3월부터 왜적의 습격으로 인한 백성의 사망자 수가 증가하고 진주(晋州) 목사(牧使)이었던 하강(河剛)이 왜적을 싸우다 중상을 입게 되어 왜적의 약탈이 악화되었다.
이것에 의하여 경상도(慶尙道) 관찰사(觀察使)이었던 성진선(成晉善)은 긴급히 경상도의 남부에 두었던 군수들을 불러 이 지역의 왜구 활동을 어떻게 급락해야 될지 논의하였다. 그중에서 성진선은 청도군수 이휴복이 왜적을 자주 상대한 경험이 있어서 임시로 진주목사로 임명하고 곤양군수(昆陽郡守)겸 친척인 강건손(姜建孫)이 그를 보좌하게 하였다.
진주목사로 임명된 1611년 4월부터 1612년 2월까지 크고 작은 왜구 침략을 싸웠다. 1611년 ~ 1612년 겨울이 가까오자 왜구의 침략은 점점 덜 흔해졌다가 1612년 1월에는 이미 몇주 동안 왜구들은 조용하였지만 이휴복은 몇 부분에 얼어있던 해안이 녹고 왜구들이 또 쳐들어 올수 있다고 생각하여 몇달 더 목사로 임무할 수 있게 성진선에게 부탁하고 허락받았다.
1612년 3월에는 이휴복이 1610년에 시작한 청도군수으로서 임기를 마치지 못하여 다시 돌아가겠다고 요청했지만 성진선은 거절하였고 조정에게 이휴복을 진주목사의 자리에 유지하는것을 물어보니 윤허하였다. 진주목사로서 왜적들의 공격을 비롯한 큰일 없이 진주는 전쟁 후의 번영을 보고 임무 기간동안 백성을 너그럽고 친절하게 다스리었다고 하며 백성의 찬미를 받았다. 1614년에는 무과 시험을 치러서 을과 2등으로 합격하여 정4품 진위장군(振威將軍)으로 승진하고 진주목사를 1년 더 진주목사를 1년 역임하다가 이휴복은 함안군수로서 근무하면서 먹과 붓을 잡아 학문, 철학, 유교 경전과 시를 공부하기 시작하였다..

## 한성으로 올라가다

### 문과를 치르다
곧 1616년에는 함안군수 임기를 마치고 생원시와 진사시를 합격하여 한성으로 올라가서 성균관에 입학하게 되었다. 1618년에는 대과의 초시, 한성시에 합격한후 복시에 떨어졌다가 바로 다음해 대과에 갑과 4위에 합격하여 무관 품계로부터 문관 품계인 정3품 통정대부(通政大夫)로 올라가서 당상관이 되고 실직에 자리 찾을 동안 임시로 첨지중추부사(僉知中樞府事)로 임명되었다.

### 서울 곳곳에서 벼슬하다
1617년 첫 관직으로서 승정원(承政院) 동부승지(同副承旨)가 되고 1619년에는 좌승지(左承旨)까지 오르고 한성부(漢城府) 서윤(庶尹)으로 임명되다. 이 동안 공을 쌓고 소북의 거두들, 박승종(朴承宗), 김신국(金藎國), 류희분(柳希奮) 등 을 선배들로 섬기며 관계를 맺었지만 이때 형조판서(刑曹判書) 장만(張晩)과 광해군의 정책의 대한 지적을 하고 쇠퇴하는 나라를 어떻게 일으킬 수 있는지 의론했다. 이 와중 승진을 서서히 시작하고 1621년에는 자헌대부(資憲大夫) 사간원(司諫院) 대사간(大司諫), 그 다음 해는 장만을 대신하여 병조판서(兵曹判書)까지 올라서 드디어 55살에 권세을 집었다만 광해군 시대는 이미 크게 쇠퇴하고 국가 행정이 거의 마비된 상태였다. 나라의 상태와 무관심한 군주를 벗어나려 1622년 8월에 병을 핑계로 사직을 올렸지만 계속 불허되다가 그 다음 달 윤허되여 벼슬을 내려두고 낙향했다.

## 인조반정과이괄의 난

### 인조반정 직후
1623년 3월에는 인조반정이 일어나며 광해군이 폐위된 후 결국 이휴복은 시골삶이 하는 중에 서울로 끌려가 1623년 4월에는 폐위된 왕조 시대에 중신(重臣)이었지만 사직했다는 이유로 살리고 관작을 삭탈한 후 홍성으로 유배를 보냈다가 1624년 1월에는 풀려서 품계를 낮춰진 대로 회복하고 고향에 내려갔다. 

### 공신이 되다
석방 3주 후에 일어난 이괄의 난때는 도원수 장만(張晩)이 전 순천군수 박영(朴瑛)이 이괄의 군에게 잡혔다가 도망쳐서 돌아왔지만 장만은 광해군 시절에 잘 알던 이휴복이 근황에 있다는 소식을 듣고 박영을 순천군수로 대신하게 했다. 이괄의 난이 평정된 후에는 새로이 설치된 총융청(摠戎廳)의 관성장(管城將)을 장만의 천거로 임명되고 갈성분위진무공신(竭誠奮威振武功臣)으로 녹훈되고 가선대부(嘉善大夫)로 승진한고, 그는 인원군(仁原君)으로, 그의 아버지는 순충보조공신(純忠補祚功臣)에 녹훈되었으며 자헌대부 형조판서 겸 지의금부사(知義禁府事)에 증직되고 인산군(仁山君)에 봉군된다. 
1625년부터는 총융사(摠戎使)로 있었다가 1626년에 인조가 공조참의(工曹參議)로 불러 서울로 갔다. 그 다음해는 정묘호란이 터져 무관으로 삼으라는 청을 올렸지만 거절당하여 조정과 같이 강화도로 피난갔다.

### 조정에 돌아오다
1629년에는 자헌대부(資憲大夫)까지 이르러 이미 공조참의부터 공조참판, 대사간, 호조참판, 병조판서를 역임했고 남인의 계열을 타서 이원익과 관계를 맺고 남인들의 기울어지던 권력을 지탱하는 것에 도왔다. 1630년에는 오랜만에 외직으로 강원도(江原道) 관찰사(觀察使)에, 1632년에는 함경도 관찰사에 임명되어 정묘호란 때문에 후금을 의심하고 조선의 적처럼 여기며 국경을 강화하는 일에 힘썼다.

## 병자호란과 최후

### 조정으로 복귀, 명나라로 간다
1635년에는 함경도관찰사부터 교체되고 판중추부사(判中樞府事)로 있을때 김상헌, 오달제 등의 척화파 문관들과 뜻을 합쳤지만 1627년에 일어난 유효립(柳孝立)의 반란과 옥사의 잘못된 보고와 오해를 정정하기 위해서 진주사(陳奏使)로 임명되어 명나라 난징으로 떠난다. 종1품 숭록대부(崇祿大夫)로 가자(加資)를 하사받았다. 귀국하고 거의 즉시 병자호란이 시작하게 된다. 

### 병자호란,검단산 전투
청나라의 침입의 소식이 서울에 도달한 후 이휴복은 즉시 상소를 올려 정묘호란때의 일을 인조에게 제기하고 다시 한번 나가게 해달라고 요청하니 체찰사(體察使)로 임명하고 1636년 12월 30일에 강원도로 파견하여 강원도 감찰사 조정호, 강원도 병마절도사 등과 함께 강원도 근왕군을 통합하여 서울로 보내려고 했다. 관군을 출진하고 1월 11일에는 권정길을 검단산으로 보냈다가 첫 교전에 승리를 거뒀다는 소식을 듣고 바로 퇴각을 제안했지만 퇴각 중에 기습 공격을 당했다. 이후에는 조정호와 이휴복은 용진(龍津) (현 함경남도 문천시)으로 후퇴하고 함경도 북 병마절도사 이항과 군을 합할 계획을 세웠다.

### 최후
용진에 있는 동안 이휴복은 부원수 신경원이 철옹성에 홀로 남았다는 것을 들고 스스로 가서 근처에 있을까 말까 하는 청군 때문에 철옹성을 남기고 강원도, 함경도의 관군과 합하는 것을 조직하려고 떠나게 된다. 2월 1일에 도착했지만 이미 병을 앓기 시작했고 신경원과 군을 모으고 출진을 준비하는 중 병세가 급히 약화되어 결국 뜻을 이루지 못하고 2월 10일 병사했다.

## 사후
이휴복은 사후 정1품 보국숭록대부 의정부 우의정으로 증직되고 시호는 정무(靖武)로 정해졌다.